# Der Sportstudent
Der Sportstudent (Originaltitel: The Freshman) ist eine US-amerikanische Sportkomödie aus dem Jahr 1925 mit Harold Lloyd in der Hauptrolle. Der Stummfilm unter Regie von Fred C. Newmeyer und Sam Taylor war der größte kommerzielle Erfolg in Lloyds Karriere und beeinflusste zahlreiche spätere Sport- und Collegefilme aus Hollywood. 1990 wurde The Freshman ins National Film Registry aufgenommen.

## Handlung
Harold Lambs großer Traum ist es, das College zu besuchen und dort zum beliebten Footballspieler zu werden. Für diesen Traum hat er schon zahlreiche Waschmaschinen verkauft. Er eifert einem Filmhelden namens The College Hero nach, der in Kinofilmen als umjubelter Held einer College-Footballmannschaft auftritt. Selbst die dümmlichen Verhaltensweisen des College Heros ahmt der naiv-gutmütige Harold nach, beispielsweise einen albernen Begrüßungstanz. Auf der Zugfahrt zum College sitzt Harold zufällig neben der hübschen Peggy, beide fühlen sich sofort zueinander hingezogen.
Der erste Tag im College wird für Harold zum Desaster: Der hinterhältige College-Schurke spielt Harold falsche Freundschaft vor und bringt ihn dazu, dass er vor der gesamten Collegegemeinschaft eine improvisierte Rede hält und sich dadurch blamiert. Harold tut sein Übriges zum Gespött über ihn dazu, da er immer noch ständig die Verhaltensweisen des College Heros wie den Begrüßungstanz nachahmt. Während Harold allen möglichen Menschen Geld spendiert und sich selbst für einen beliebten Student hält, wird er für den Rest des Colleges zur lächerlichen Witzfigur. Nur Peggy, bei deren Mutter Harold als Student einquartiert ist, ist seine einzige echte Freundin. Harold versucht seine angebliche Beliebtheit unterdessen weiter zu vergrößern, indem er beim American Football dem Collegeteam beitritt. Harold ist jedoch wenig sporttalentiert und fungiert nur als lebender Dummy für das Training der anderen Spieler. Während der verblendete Harold denkt, dass er ins Team aufgenommen ist, fungiert er in Wahrheit nur als Wasserjunge.
Wenig später wird Harold auch zum Veranstalter des Fall Frolic-Tanzes, den im Vorjahr Chet Trask – der beliebte „College-Held“ und Baseball-Mannschaftskapitän – veranstaltete. Alles scheint für Harold perfekt, doch der Schneider wird nicht rechtzeitig mit seinem Anzug fertig. Der Gastgeber blamiert sich immer wieder, weil einzelne Teile seines behelfsmäßigen Anzuges ständig auseinanderfallen. Als der College-Schurke Peggy belästigt, gerät Harold in Wut und schlägt ihn nieder. Der College-Schurke verrät Harold daraufhin, was alle wirklich von ihm denken und dass er eigentlich nur eine Witzfigur sei. Harold ist am Boden und Peggy gibt ihm den Rat, dass er versuchen solle, nicht einem albernen Filmhelden nachzueifern, sondern einfach er selbst zu sein – dann würde er auch Akzeptanz finden.
Harold hofft auf seine Chance beim großen Footballspiel, wo er allen sein Talent zeigen will. Was er nicht weiß: Er ist nicht als Spieler, sondern nur als Wasserjunge eingeplant. Im Laufe des Spieles werden die meisten Spieler seiner Mannschaft im Gerangel verletzt, das Team steht vor einer Niederlage. Harold kann auf seine Einwechslung in den letzten Minuten hoffen. Der Football-Trainer zögert wegen Harolds scheinbar mangelndem Talent, gibt ihm aber wegen der Notsituation und seinem unermüdlichen Arbeitseinsatz in den Trainings eine Chance. Zunächst stellt sich Harold auch auf dem Feld ungeschickt an. Doch mit List und Kampfeinsatz schafft Harold in der letzten Minute des Spieles einen sensationellen Touchdown. Seine Universität siegt dadurch mit 6:3 und Harold wird zum College-Helden. Zu Harolds Glück kommt noch hinzu, dass Peggy ihm einen Zettel gibt, in dem sie ihm ihre Liebe gesteht.

## Hintergrund

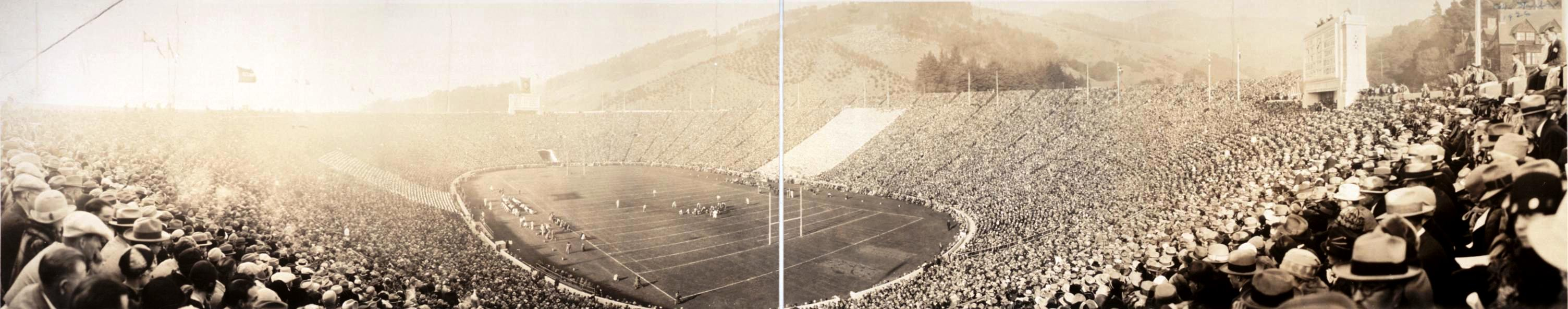
Das Duell Stanford gegen University of California im California Memorial Stadium im Jahr 1926 (also zwei Jahre nach den Aufnahmen des Films)

Die Stadionszenen mit dem Massenpublikum beim College-Finale wurden während der Halbzeitpause des Spieles zwischen der University of California und der Stanford University im California Memorial Stadium im November 1924 gedreht.
Einen kleinen Auftritt im Film hat der spätere Filmstar Charles Farrell als Student, der während Harolds Party wiederholt eine Klingel betätigt. Auch der später bekannte Nebendarsteller Grady Sutton hat hier einen seiner ersten Filmauftritte als Student, der zum College-Dekan geht. Zudem ist Pete the Pup, der als Hund der Kleinen Strolche in deren Filmreihe berühmt wurde, in einer Szene zu sehen.
1929 wurde Lloyd vom Komödienautor H. C. Witwer verklagt, er habe die Handlung von The Freshman aus seiner Kurzgeschichte The Emancipation of Rodney (1915) plagiiert. Nach H. C. Witwers vorzeitigen Tod im August 1929 führte dessen Witwe die Beschuldigungen gegen Lloyd weiter. Ihrer Anklage auf Entschädigung wurde 1930 zunächst von einem Gericht Recht gegeben, später wurde diese Entscheidung allerdings von einem anderen Gericht widerrufen und Lloyd musste kein Geld zahlen. Suzanne Lloyd Hayes, die Enkelin von Harold Lloyd, verklagte wiederum im Jahr 2000 den Adam-Sandler-Film Waterboy – Der Typ mit dem Wasserschaden wegen eines möglichen Plagiats an The Freshman. Diese Klage wurde zwei Jahre später abgewiesen.

## Rezeption
Der Sportstudent spielte alleine an den US-Kinokassen die damals sensationelle Summe von 2,6 Millionen US-Dollar ein. Finanziell wurde es Lloyds erfolgreichster Film sowie hinter Ben Hur der kassenträchtigste Film des Jahres 1925 in den USA, sogar noch leicht vor Chaplins Goldrausch aus demselben Jahr. Über Jahrzehnte fand sich The Freshman noch auf Listen der finanziell erfolgreichsten Filme aller Zeiten. Auch Lloyd schätzte The Freshman von seinen eigenen Komödien am meisten.
Der Film erhielt schon damals sehr gute Kritiken, so urteilte beispielsweise Mordaunt Hall in der New York Times: „Das ist ein typischer Harold-Lloyd-Spaß, der sogar noch aufregender durch die Einführung von Spannung in den Sequenzen auf dem Footballfeld wird.“ Auch heute bewerten Kritiker den Film noch positiv, etwa beim US-Kritikerportal Rotten Tomatoes, wo The Freshman eine positive Wertung von 94 % bei 8,8 von 10 Punkten besitzt. Das Lexikon des internationalen Films lobte die „überzeugend aufgebaute und mit hervorragenden Gagsequenzen gespickte Geschichte“. Filmhistorische Bedeutung erlangte The Freshman zudem als einer der ersten und einflussreichsten College- und Sportfilme überhaupt. Filmkritiker Tim Dirks merkte beispielsweise an, dass es auch heute keinen Collegefilm gibt, der nicht in irgendwelchen Aspekten von The Freshman beeinflusst wird.
1947 entstand mit Preston Sturges’ Komödie The Sin of Harold Diddlebock eine Art Fortsetzung von The Freshman, die 20 Jahre nach den Ereignissen am College spielt. Erneut übernahm Harold Lloyd die Hauptrolle. In den Anfangsszenen des 1947er-Filmes werden noch einmal aus dem 1925er-Film die stummen Endszenen von Harolds Sieg mit dem Collegeteam gezeigt. The Sin of Harold Diddlebock geriet jedoch zum finanziellen Misserfolg, woraufhin Lloyd sich aus dem Filmgeschäft zurückzog.
In Deutschland wurde der Film erstmals 1980 im ZDF ausgestrahlt.

## Auszeichnungen
Als einer der ersten 50 amerikanischen Filme wurde The Freshman 1990 ins National Film Registry aufgenommen. Das National Film Registry listet Filme auf, die in kultureller, geschichtlicher oder ästhetischer Hinsicht als besonders bedeutend eingestuft werden. Das renommierte American Film Institute wählte The Freshman im Jahre 2000 außerdem auf Platz 79 der 100 Besten Amerikanischen Filmkomödien aller Zeiten.